# العربي ياسر عبيدي
العربي ياسر عبيدي هو مخرج وكاتب مغربي، وُلد عام 1990، ويُعد من الأسماء الصاعدة في الساحة الفنية والإعلامية .

## مجالات عمله

### الإخراج والإنتاج الفني
متخصص في إخراج الفيديو كليبات والفيديوهات الموسيقية. تعاون مع عدد من الفنانين المغاربة والعرب، من أبرزهم:
- هدى سعد في "بسلامة"
- حاتم إدار في "فرصة للقلوب" و"ذكرى الغالية"
- محمد عدلي & شاب عباس في "روحوا ليها"
- وأعمال لـإيمان الشميطي، مريم الشاجري، وهاجر عدنان.

توسّع في عمله ليشمل إنتاج فوتو وثائقي بالفيديو، باستخدام تقنيات مثل الذكاء الاصطناعي، أحد مشاريعه عنوانه: "إرث الأجداد ورؤية الأحفاد".
كما انه قام بإنتاج أربع اغاني في سنة 2025 لقت إحسان الجمهور 

### إنتاجه الأدبي
أصدر أول كتاب له بعنوان “العشق: قوة تحويل الحياة” (112 صفحة عبر 10 فصول)، وذلك أكتوبر/نوفمبر 2024. الكتاب يقدّم رؤية فلسفية عن العشق باعتباره قوة تغيير شخصية وحياتية، ويستشهد بأمثلة أدبية من التراث العالمي.

## الإنجازات والتقدير
- حصل على تغطية إعلامية في الصحف والمواقع الفنية المغربية والعربية، مثل "أخبار الوطن العربي" و"الأحداث المغربية".[6]
- يتم تسليط الضوء على أسلوبه الفني والإنتاجي المميز، وقدرته على الدمج بين الابتكار والكلاسيكية الثقافية.
- يُعتبر من أوائل مخرجي الفيديو المغاربة الذين يدخلون مجال التأليف الأدبي.